# Линия 2 (Стамбульский метрополитен)
Линия 2 "Еникапы - Хаджыосман" (тур. M2 Yenikapı — Hacıosman) — одна из 10 линий Стамбульского метро. На картах обозначается зелёным цветом. Проходит в центральной части города. Это вторая по длине линия в системе.

## История
Строительство линии началось 19 августа 1992 года. Первый участок был полностью подземным. Строительство тоннелей было завершено в 1995 году, а всей линии — в 1999 году. 16 сентября 2000 года линию открыли для пассажиров. Она состояла из шести станций, от Левента до площади Таксим. На линии курсировали четырёхвагонные поезда производства Alstom. Через месяц (31 октября) открыта станция 4 Левент (Неподалёку от Левента).
31 января 2009 года линия была продлена на север на три станции, до станции Ататюрк-Ото-Санайи, и на юг до станции Шишхане. Одновременно были выпущены поезда производства турецко-корейской компании EUROTEM.

2 сентября 2010 года открыта станция Дарюшшафака. Через два месяца (11 ноября) от станции Квартал Санайи открывается шаттл до Сейрантепе.
9 июля открывается самая северная станция Стамбульского метрополитена Хаджиосман. Дальше линия продлевается только на юг.
15 февраля 2014 года линия была продлена на две станции до большого узла Еникапы, через залив Золотой Рог был сооружен метромост со станцией Халич на нём.
Через месяц (16 марта) открывается станция Везнеджилер возле пересечения линии Скоростного трамвая Т1. Неподалёку находится один из главных университетов Стамбула.

## Пересадки
| Станция                               | Линия                                                  |
| ------------------------------------- | ------------------------------------------------------ |
| Еникапы                               | Линия 1 , Мармарай, Паромы Стамбула                    |
| Везнеджилер - Стамбулький Университет | Линия 1 (Трамвай "Кабаташ - Багджылар)                 |
| Халич (Золотой Рог)                   | Линия 5 (Трамвай "Алибейкёй Автовокзал - Эминёню")     |
| Шишхане (Земин Истанбул)              | Линия 2 (Фуникулер), Линия 2 (Ностальгический трамвай) |
| Таксим                                | Линия 1 (Фуникулер), Линия 2 (Ностальгический трамвай) |
| Шишли - Меджидиекёй                   | Линия 7, Метробус                                      |
| Гайреттепе                            | Линия 11, Метробус                                     |
| Левент                                | Линия 6                                                |

## Станции
|    | Станция                                       | Район             | Пересадка                                                    |
| -- | --------------------------------------------- | ----------------- | ------------------------------------------------------------ |
| 1  | Еникапы                                       | Фатих             | Линия 1, Мармарай, Паромы Стамбула                           |
| 2  | Везнеджилер - Стамбулький Университет         | Фатих             | Линия 1 (Трамвай "Кабаташ - Багджылар)                       |
| 3  | Халич (Золотой Рог)                           | Фатих             | Линия 5 (Трамвай "Алибейкёй Автовокзал - Эминёню")           |
| 4  | Шишхане (Земин Истанбул)                      | Бейоглу           | Линия 2 (Фуникулер), Линия 2 (Ностальгический трамвай)       |
| 5  | Таксим                                        | Бейоглу           | Линия 1 (Фуникулер), Линия 2 (Ностальгический трамвай)       |
| 6  | Османбей                                      | Шишли             |                                                              |
| 7  | Шишли - Меджидиекёй                           | Шишли             | Линия 7, Метробус                                            |
| 8  | Гайреттепе                                    | Шишли             | Линия 11, Метробус                                           |
| 9  | Левент                                        | Шишли & Бешикташ  | Линия 6                                                      |
| 10 | 4. Левент                                     | Шишли & Кягытхане |                                                              |
| 11 | Квартал Санайи                                | Сарыер            | смените платформу, чтобы добраться до станции Сейрантепе     |
| 12 | Сейрантепе                                    | Сарыер            | смените платформу, чтобы добраться до станции Квартал Санайи |
| 13 | Стамбульский Технический Университет - Аязага | Сарыер            |                                                              |
| 14 | Ататюрк Ото Санайи                            | Сарыер            |                                                              |
| 15 | Дарюшшафака                                   | Сарыер            |                                                              |
| 16 | Хаджыосман                                    | Сарыер            |                                                              |

## Подвижной состав
На линии используются поезда модели Hyundai Rotem и Alstom Metropolis.